# Surprise Saguaros
Die Surprise Saguaros sind ein Baseball-Team, das in der West Division der Arizona Fall League spielt. Das Team wurde im Jahr 1994 gegründet. Sie spielen ihre Heimspiele im Surprise Stadium in der Stadt Surprise, Arizona, der ein Trainingsort für die Texas Rangers und die Kansas City Royales ist.

## Namhafte Spieler
- Yonder Alonso, First Baseman
- Bryan Anderson, Pitcher
- Tim Beckham, Shortstop
- Mookie Betts, Second Baseman
- Bradley Boxberger, Pitcher
- Jason Castro, Catcher
- Alex Cobb, Pitcher
- Zack Cozart, Shortstop
- Delino DeShields, Manager
- Matt Dominguez, Third Baseman
- Eduardo Escobar, Shortstop
- Freddie Freeman, First Baseman
- Brandon Gomes, Pitcher
- Chris Heisey, Left Fielder
- Brandon Hicks, Shortstop
- Jason Heyward, Right Fielder
- Cedric Hunter, Center Fielder
- Craig Kimbrel, Pitcher
- Ian Kinsler, Second Baseman
- Mike Leake, Pitcher
- Wilton López, Pitcher
- Jerry Manuel, Manager
- Leonys Martín, Outfielder
- Bob Melvin, Manager
- Devin Mesoraco, Catcher
- Justin Miller, Pitcher
- Mike Minor, Pitcher
- Wil Myers, Outfielder
- Mike Olt, Third Baseman
- Logan Ondrusek, Pitcher
- Chris Parmelee, First Baseman
- Tony Peña, Manager
- Vinnie Pestano, Pitcher
- Aaron Poreda, Pitcher
- Zach Putnam, Pitcher
- Jimmy Rollins, Shortstop
- Daryl Thompson, Pitcher
- Christian Vázquez, Catcher
- Kolten Wong, Second Baseman